# Estatua de Europa

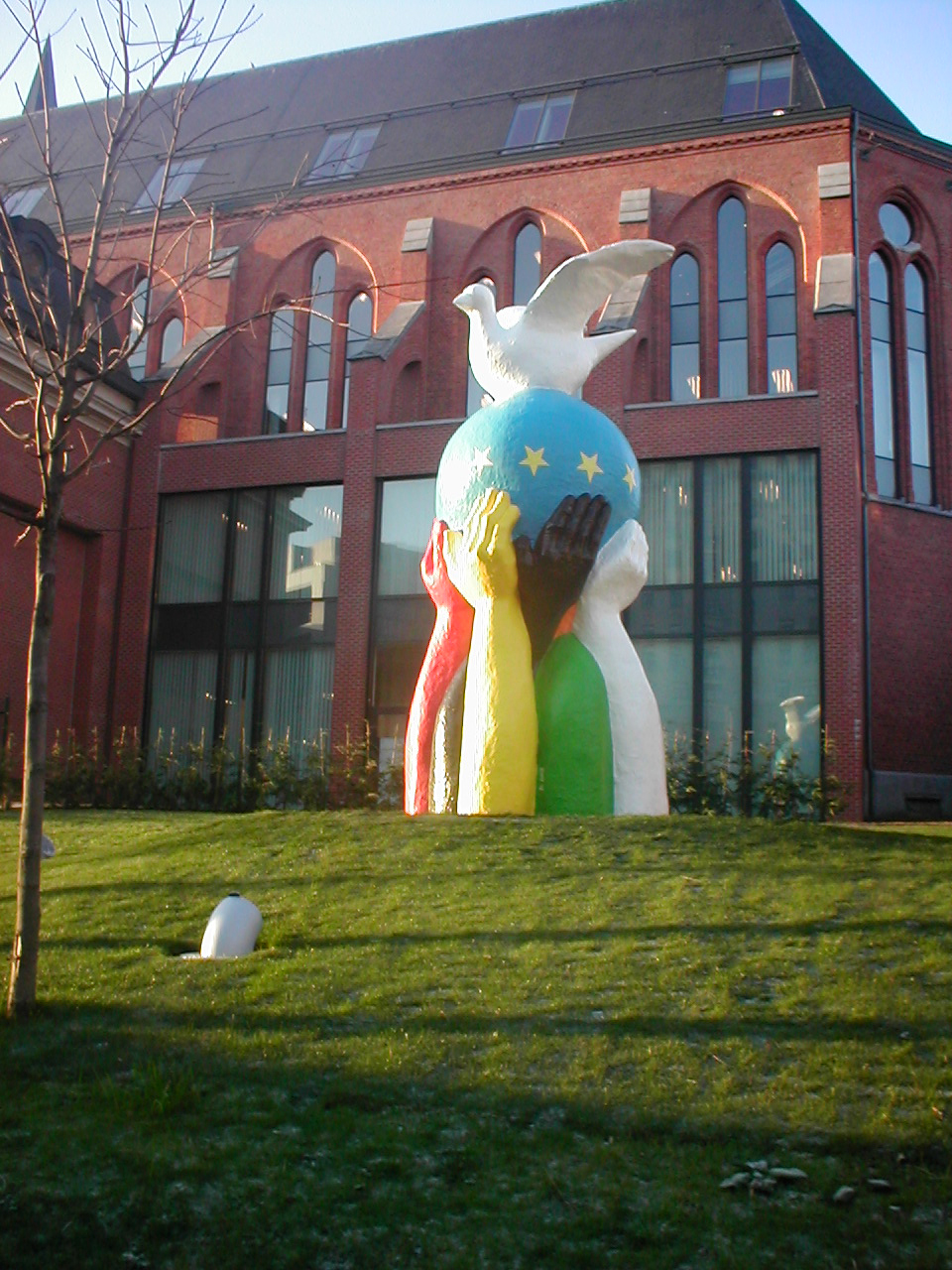
Estatua de Europa «Unidad en la Paz»

La Estatua de Europa (también conocida como Unidad en la Paz) es una escultura de Bernard Romain ubicada en Bruselas. Representa la paz a través de la integración europea y encarna el lema de la Unión Europea In varietate concordia (en español: «Unida en la diversidad»). La escultura «La unidad en la paz» es un símbolo de un mensaje universal de fraternidad, tolerancia y  esperanza. Para el Parlamento Europeo, la Estatua de Europa es un monumento simbólico de interés e importancia de Bruselas y toda Europa que representa la paz.
La estatua oficial reposa en Bruselas, aunque también existe una réplica en la localidad y comuna francesa de Pollestres, en el departamento de Pirineos Orientales. Esta fue inaugurada en octubre de 2006 por el artista Bernard Romain, la exministra de Defensa Michèle Alliot-Marie y otras personalidades y mandatarios locales. La escultura representa la vocación cultural de toda la comunidad, en ella también confluyen personalidades políticas, miembros y funcionarios del ayuntamiento.

## Inauguración
El 9 de diciembre de 2003 durante la Presidencia de Romano Prodi, el Vicepresidente de la Comisión Europea Neil Kinnock y la Comisaria de Cultura, Viviane Reding, se inauguró la Estatua de Europa «Unity in Peace», coincidiendo que ese año 2003 había sido declarado «Año Europeo de las Personas con Discapacidad». Esta obra del artista francés Bernard Romain está instalada en el jardín Van Maerlant, en el corazón del barrio europeo de Bruselas. Se compone de resina, mide más de 5 metros de altura y pesa aproximadamente 800 kilogramos.

## Descripción
La escultura representa la Unidad en la diversidad. Fue creada y conceptualizada por Bernard Romain y luego modelada, lijada y esculpida por niños con discapacidades visuales, con la dirección y supervisión del propio artista. Los menores fueron invitados a participar en la construcción, tomando como base diversas técnicas y procesos como el modelado, la pintura y el pulido. Consiste básicamente en una paloma de color blanco situada sobre un globo terráqueo, el cual se sostiene por varios brazos de diversos colores que se entrelazan en común, lo cual representa la diversidad étnica, también «la igualdad entre varios ciudadanos y comunidades dentro de Europa».